# كيرلس الرابع (مطران إثيوبيا)
كيرلس الرابع (كان أسمه في الرهبنة سيداروس الأنطوني) و المعروف أيضًا الأنبا كيرلس الرابع مطران إثيوبيا، كان كاهنًا أرثوذكسي من مصر، أرسله البابا يوأنس التاسع عشر بطريرك الأسكندرية الي إثيوبيا في عام 1929، ليصبح رئيس أساقفة لكنيسة التوحيد الأرثوذكسية الإثيوبية. باستثناء فترة استراحة بين عامي 1936 و 1945 التي قضاها في المنفى، والتي شملت الاحتلال الإيطالي الفاشي بين عامي 1936 و 1941.
فإن كيرلس الرابع ظل رئيس أساقفة الكنيسة الإثيوبية حتى وفاته، وكان كيرلس الرابع هو آخر رئيس أساقفة مصري الجنسية للكنيسة الإثيوبية.